# 46Y busz (Debrecen)

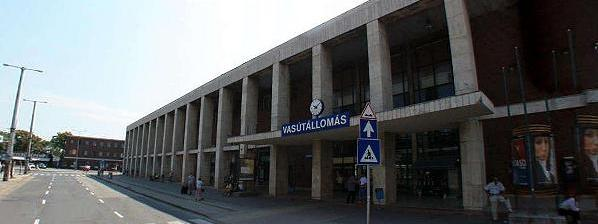
Nagyállomás

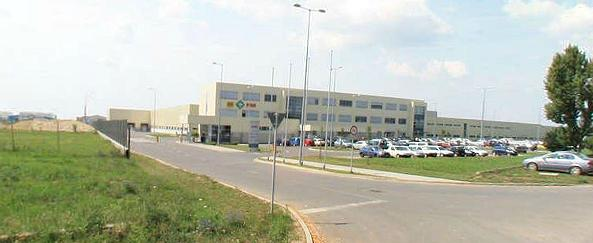
Inter Tan-ker Zrt.

A debreceni 46Y busz a Nagyállomás és az Inter Tan-Ker Zrt. között közlekedik a Flexiforce Hungary Kft. és a Sensirion Hungary Kft. érintésével. Útvonala során érintette a belvárost, Segner teret, Tescót és a Határ úti ipari parkot. A 46Y járatokon felül közlekedtekk 46-os, 46E, 46EY, 46H és 146-os jelzésű autóbuszok is

## Történet
2011. július 1-én a 46-os járatcsalád átszervezése során jött létre a korábbi 46Y-os járat, mely a Nagyállomás – Inter Tan-Ker Zrt. – Határ út útvonalon közlekedett. A Határ úti Ipari Park jobb kiszolgálása érdekében a járatcsalád ismét átszervezésre került, így 2018. július 1-jén a 46Y-os járat megszűnt, helyette új autóbuszjárat indult 146E jelzéssel.
Az ipari park területe nyugati irányban bővült, ennek a résznek a kiszolgálására új járatokat indítottak 46Y és 46EY jelzéssel, melyek megállnak a Flexiforce Hungary Kft.-nál és a Sensirion Hungary Kft.-nál, ezzel lefedve a nyugati részt is. Csak oda irányban közlekedik.

## Járművek
A viszonylaton Alfa Cívis 12 és Alfa Cívis 18 típusú buszok közlekedtek.

## Útvonala
| Év        | Végállomások                     | Útvonal oda                                                                                              | Útvonal vissza                                                                                           |
| --------- | -------------------------------- | --- | --- |
| 2011-2018 | Nagyállomás – Határ út           | Erzsébet utca – Külsővásártér – Nyugati utca – Kishegyesi út – Határ út – Richter Gedeon utca – Határ út | Határ út – Richter Gedeon utca – Határ út – Kishegyesi út – Nyugati utca – Külsővásártér – Erzsébet utca |
|           |                                  | | |
| 2021-től  | Nagyállomás – Inter Tan-Ker Zrt. | Erzsébet utca – Külsővásártér – Nyugati utca – Kishegyesi út – Határ út – Richter Gedeon utca            | csak oda közlekedik                                                                                      |

## Megállóhelyei
| 0  | Nagyállomás végállomás        | 1, 2 10, 10A, 10Y, 14, 14I, 16, 18, 18Y, 21, 30, 30A, 30I, 30N, 37, 39, 39X, 42, 42A, 43, 44, 46, 46E, 46EY, 46H, 47, 47Y, 48, 49, 49A, 49D, 49Y, 146, Airport1 5, 5A Helyközi buszok |
| 2  | MÁV-rendelő                   | 10, 10A, 10Y, 30, 30A, 39, 46, 46H, 49, 49D, 49Y 5, 5A |
| 3  | Mentőállomás                  | 10, 10A, 10Y, 19, 39, 46, 46H, 49, 49D, 49Y 5, 5A |
| 5  | Mechwart András SZKI          | 10, 10A, 10Y, 46, 46E, 49, 49D, 49Y 3, 3A, 4, 5, 5A |
| 6  | Segner tér                    | 3, 3A, 4, 5, 5A 10, 10A, 10Y, 11, 13, 14, 17, 17A, 24, 24Y, 25, 25Y, 33, 33E, 33Y, 34, 35, 35E, 35Y, 36, 42, 42A, 45, 46, 46E, 46EY, 46H, 49, 49D, 49Y, 125, 125Y, 146, A1            |
| 8  | Kishegyesi út                 | 12, 15G, 17, 17A, 22, 22Y, 24, 24Y, 25, 25Y, 45, 46, 46H, 125, 125Y, 146 |
| 9  | Dorottya utca                 | 12, 15G, 17, 17A, 22, 22Y, 24, 24Y, 25, 25Y, 46, 46E, 46EY, 46H, 125, 125Y, 146 |
| 10 | Gyepűsor utca                 | 12, 15G, 17, 17A, 22, 22Y, 24, 24Y, 25, 25Y, 46, 46E, 46EY, 46H, 125, 125Y, 146 |
| 11 | Építők útja                   | 15G, 17, 17A, 42, 42A, 46, 46H |
| 13 | Tegez utca                    | 15G, 17, 17A, 42, 42A, 43, 46, 46H |
| 14 | Pósa utca                     | 15G, 17, 17A, 42, 42A, 43, 46, 46E, 46EY, 46H |
| 15 | Ipari Park bejáró út          | 15G, 46, 46E, 46EY, 46H |
| 16 | FAG                           | 15G, 46, 46E, 46EY, 46H |
| 17 | Richter Gedeon utca           | 15G, 46, 46E, 46EY, 46H |
| 18 | Flexiforce Hungary Kft.       | 46EY |
| 19 | Sensirion Hungary Kft.        | 46EY |
| 20 | Inter Tan-Ker Zrt. végállomás | 15G, 46, 46E, 46EY, 46H |

## Járatsűrűség
Pontos indulási idők itt.